# Renault Scénic
Renault Scénic — компактвэн французской компании Renault S.A..
Каждое поколение (кроме первого) автомобиля состоит из трёх моделей:
- 5-местная — стандартная модификация.
- 7-местная — Grand Scénic, производится с 2003 года и отличается третьим рядом сидений и увеличенной колёсной базой.
- внедорожная, выпускается через несколько лет после двух первых моделей, у неё увеличенный клиренс. Название в каждом поколении разное.

## История
В 1991 году на Франкфуртском автосалоне был представлен концепт-компактвэн, получивший прозвище «неземной компактвэн». Этим компактвэном Renault хотела показать будущее своей линейки.
В 1995 году был представлен хетчбэк Renault Megane, на основе которого началась разработка модели Scenic. Компактвэн был готов к 1996 году.

## Scenic I
Первое поколение Scenic, созданного на базе модели Megane, появилось в 1996 году. Scenic имел пятиместный салон с широкими возможностями трансформации и большим количеством бардачков, ящичков и кармашков для хранения мелочей. Первоначально автомобиль предлагался с 8-клапанными бензиновыми (1,4 л, 55 кВт/75 л.с; 1,6 л, 66 кВт/90 л.с; 2,0 л, 84 кВт/ 114л.с) и дизельным (1,9 л, 69 кВт/94 л.с.) моторами, но уже в 1997 к ним добавились еще 2 дизеля (1,9 л, 47 кВт/64 л.с; 1,9 л, 72 кВт/98 л.с.).
Несмотря на высокие цены, автомобиль оказался очень популярен во Франции и в мире. В 1997 году Renault Scenic получил титул «Европейский автомобиль 1997 года».
В 1999 году был произведён рестайлинг, изменения коснулись передней части автомобиля, фар, приборной панели. Также изменились двигатели, (16-клапанные 1,4 л, 70 кВт/95 л.с. и 1,6 л, 79 кВт/107 л.с.). 
В апреле 2000 года начался выпуск модификации RX4, которая отличалась от стандартной модели полным приводом, увеличенным до 210 мм клиренсом и деталями экстерьера. Он комплектовался двигателем 2.0 16V DCi. RX4 не имел большого успеха и уже в декабре 2003 года был снят с продаж.
В 2000 году были представлены новые двигатели (бензиновый 2,0 л, 103 кВт/140 л.с; дизельные 1,9 л, 59 кВт/80 л.с. и 75 кВт/102 л.с.).
Всего выпущено около 2,800,000 автомобилей.

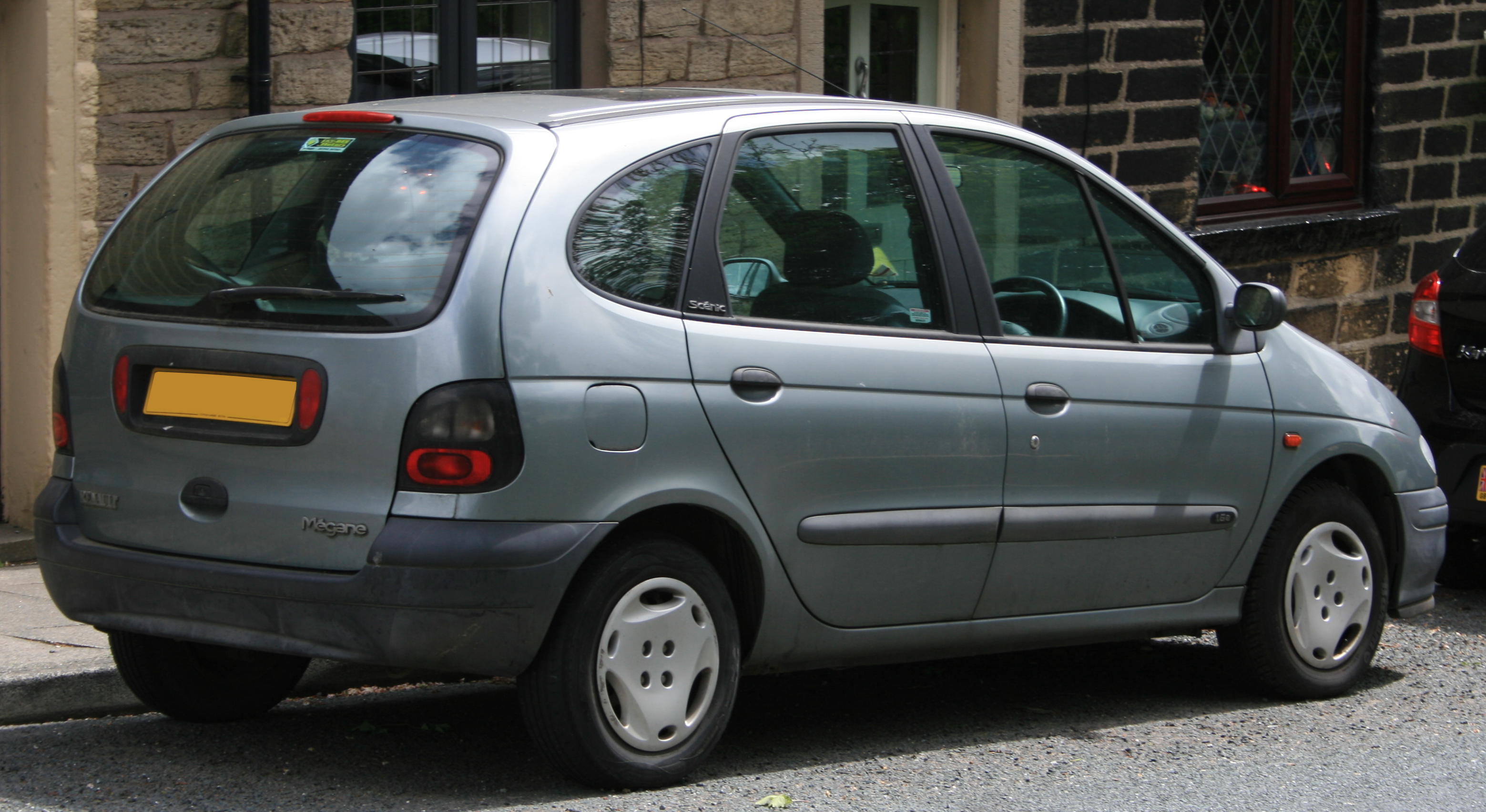
До рестайлинга
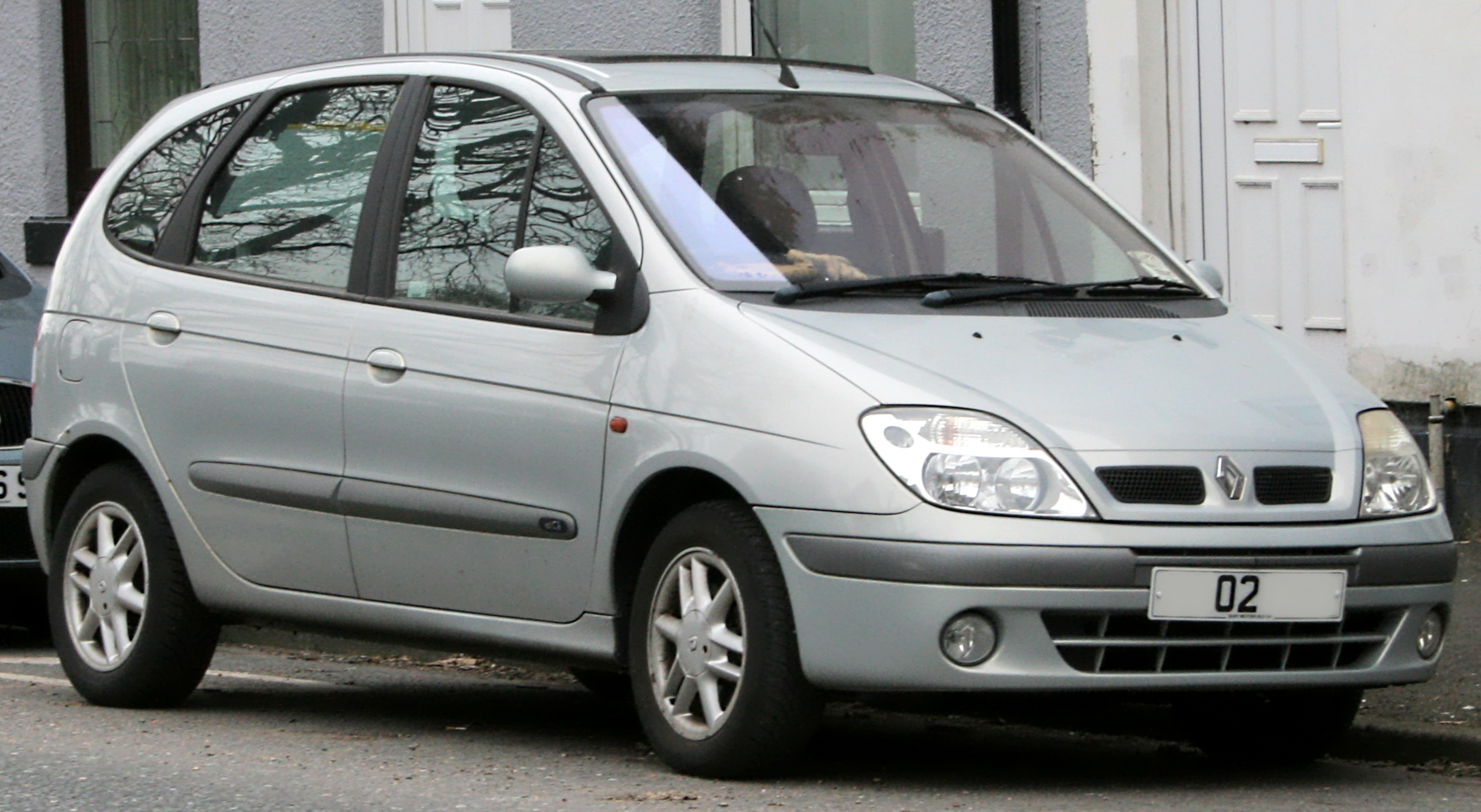
Рестайлинг
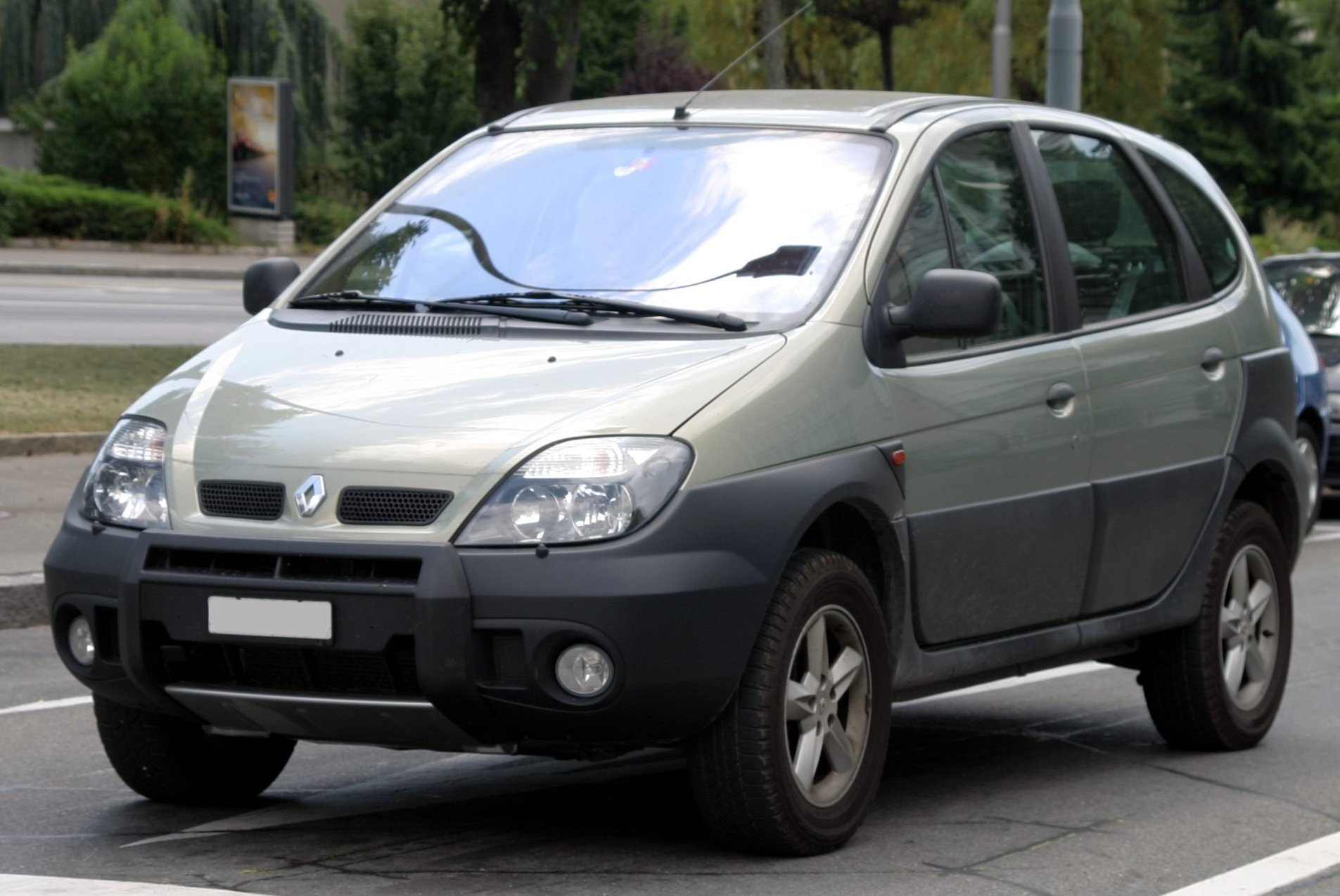
Scenic RX4

## Scénic II

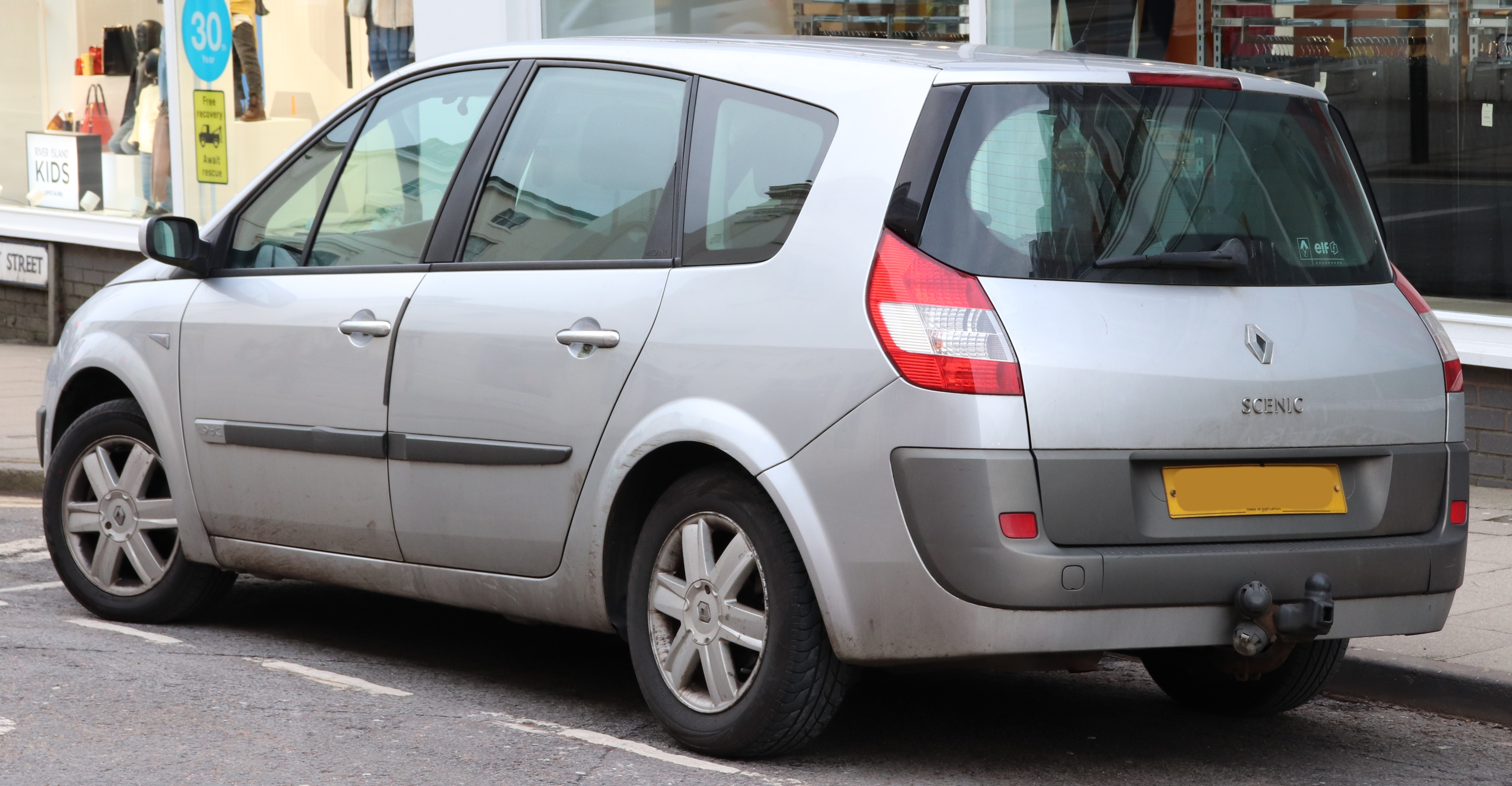
Модификация Grand Scenic сзади после рестайлинга

В марте 2003 года вскоре после выхода нового Renault Mégane на автосалоне в Женеве было представлено новое поколение Renault Scenic. Автомобиль был выполнен в стиле нового Mégane, также как и предыдущее поколение. Появилась модификация Grand Scénic с увеличенной колёсной базой и 7-ю местами. 
Автомобиль построен на новой платформе альянса Renault-Nissan — Nissan C. Среди гаммы двигателей только 2 бензиновых, все остальные — это дизельные и турбо-дизельные двигатели. Бензиновые двигатели, это 1,6 литровый 16V двигатель мощностью 82 кВт (110 л.с) и 2,0 литровый 16V двигатель мощностью 98,5 кВт (135 л.с).
В 2006 году модель незначительно обновили. Изменения: изменённая под новый стиль решётка радиатора, надпись «RENAULT» на крышке багажника была убрана, осталась только надпись «SCENIC», бамперы окрашены в цвет кузова, новая конструкция колёс и дизайн интерьера, у модификации Grand Scenic теперь доступен вариант с пятью местами, «умные» парктроники, пищащие не только при парковке, но и при риске наезда на другой автомобиль. Обновлённая модель была представлена в сентябре 2006 года на Парижском автосалоне.

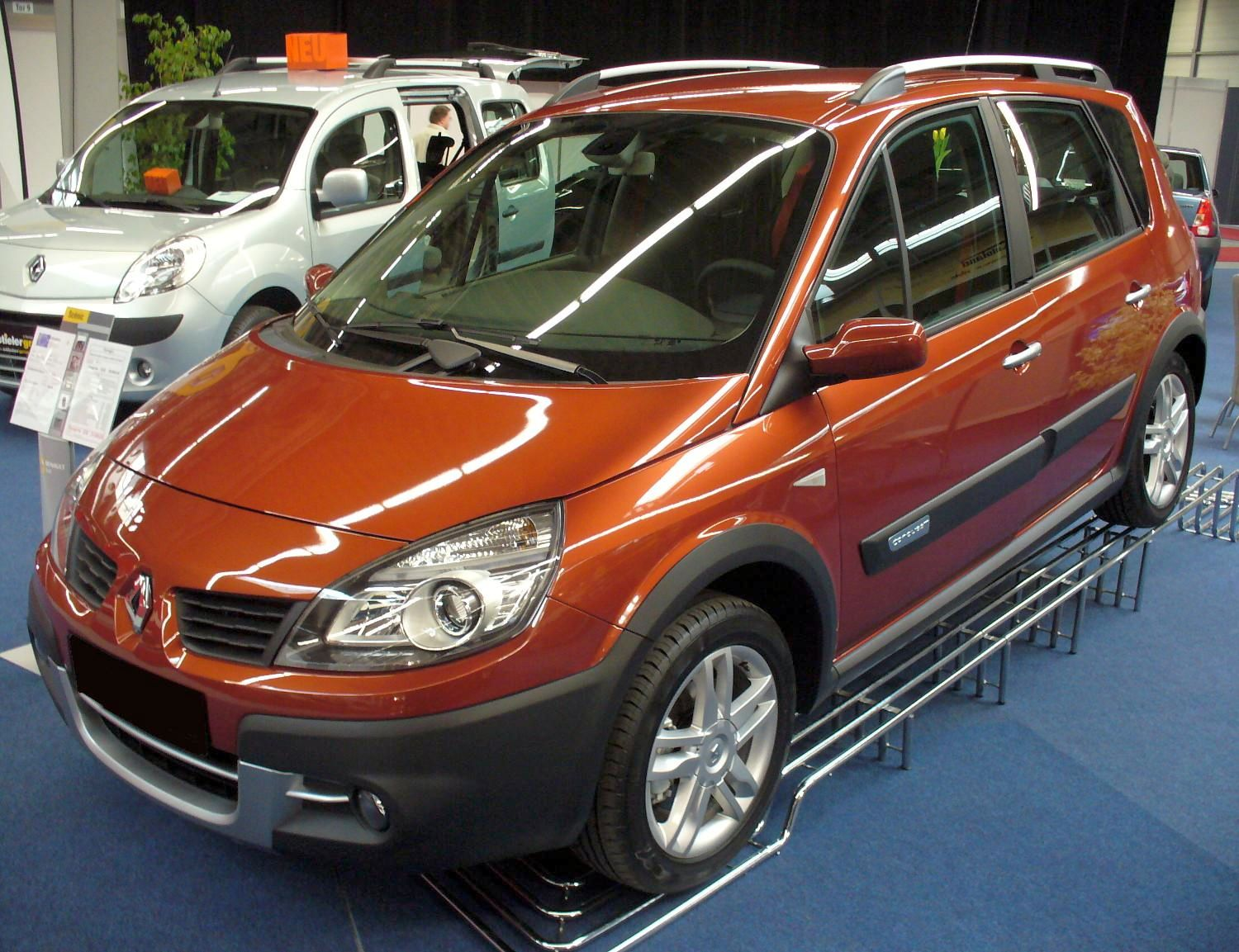
Модификация Scenic Conquest

В 2007 году начался выпуск Scénic Conquest — преемника RX4. Автомобиль был только переднеприводным, в отличие от предшественника, и с изменённой подвеской. Был выполнен в стиле обычной модели после рестайлинга и не содержал запаски на крыше багажника. Также от стандартной модели он отличается обвесом в нижней части автомобиля, и увеличенным дорожным просветом.
В апреле 2006 года Renault отозвала более 888 тысяч Scenic второго поколения. Причина — проблемные замки передних ремней безопасности, которые могут самопроизвольно отстегиваться.
В конце июня 2010 года Renault объявил о старте сервисной кампании, которая затронула более 694 000 экземпляров компактвэна этого поколения, выпущенных в период с 2003 по 20 июня 2005 года. Причина масштабного отзыва — возможная неисправность в электроприводе стояночного тормоза, из-за которой автомобиль может самопроизвольно замедляться во время движения.

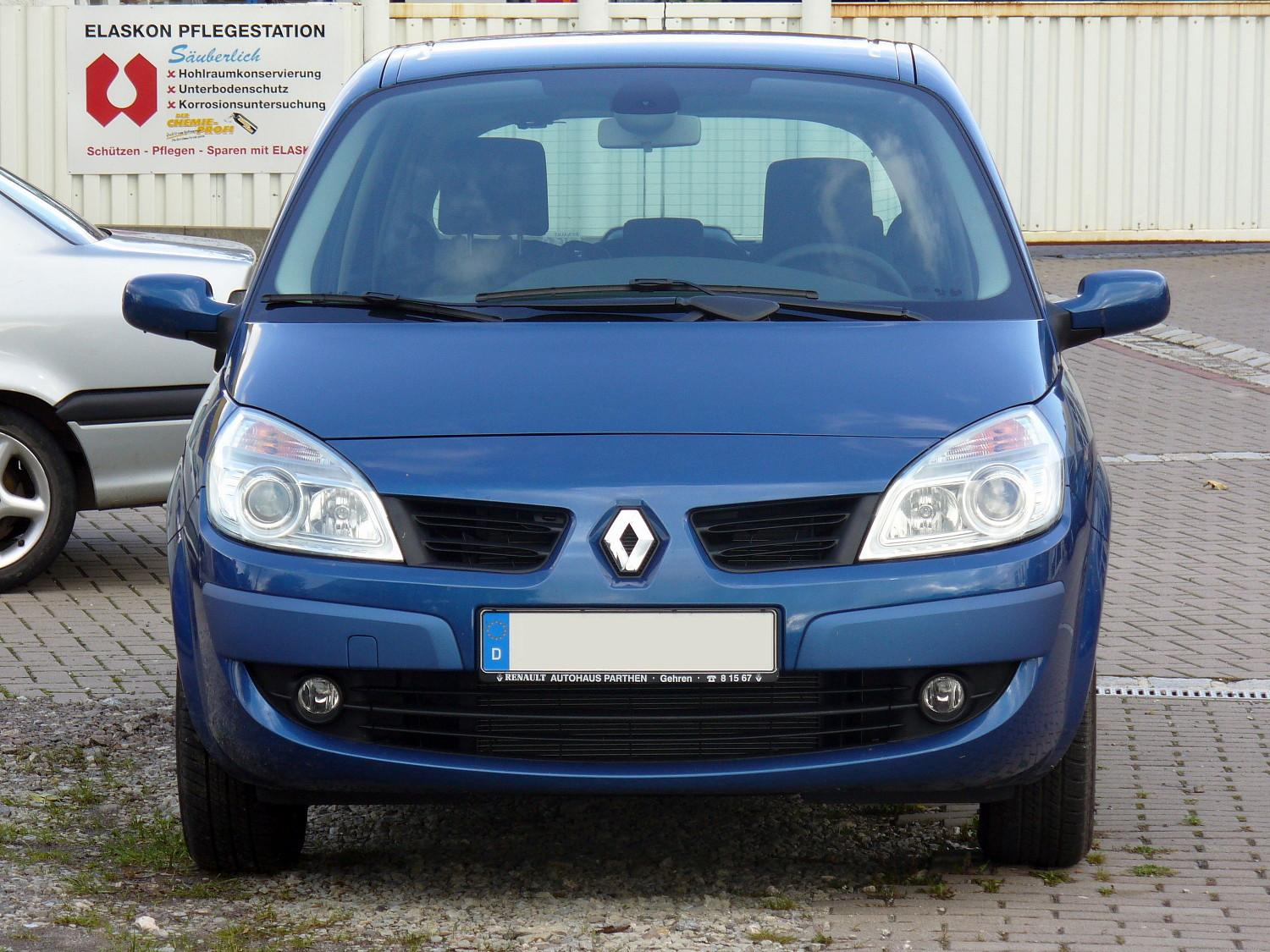
Scénic II после рестайлинга
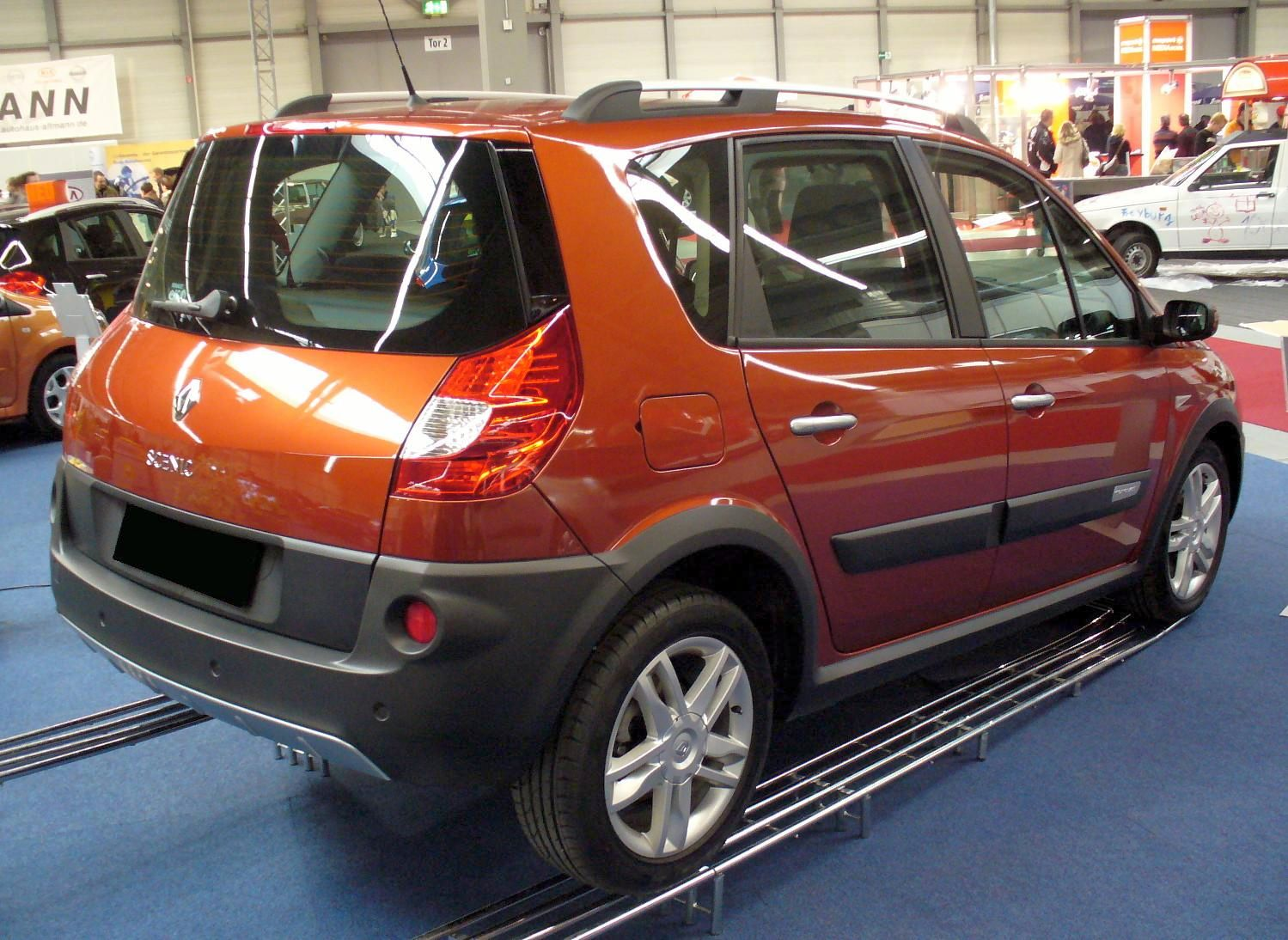
Scénic Conquest сзади

## Scénic III

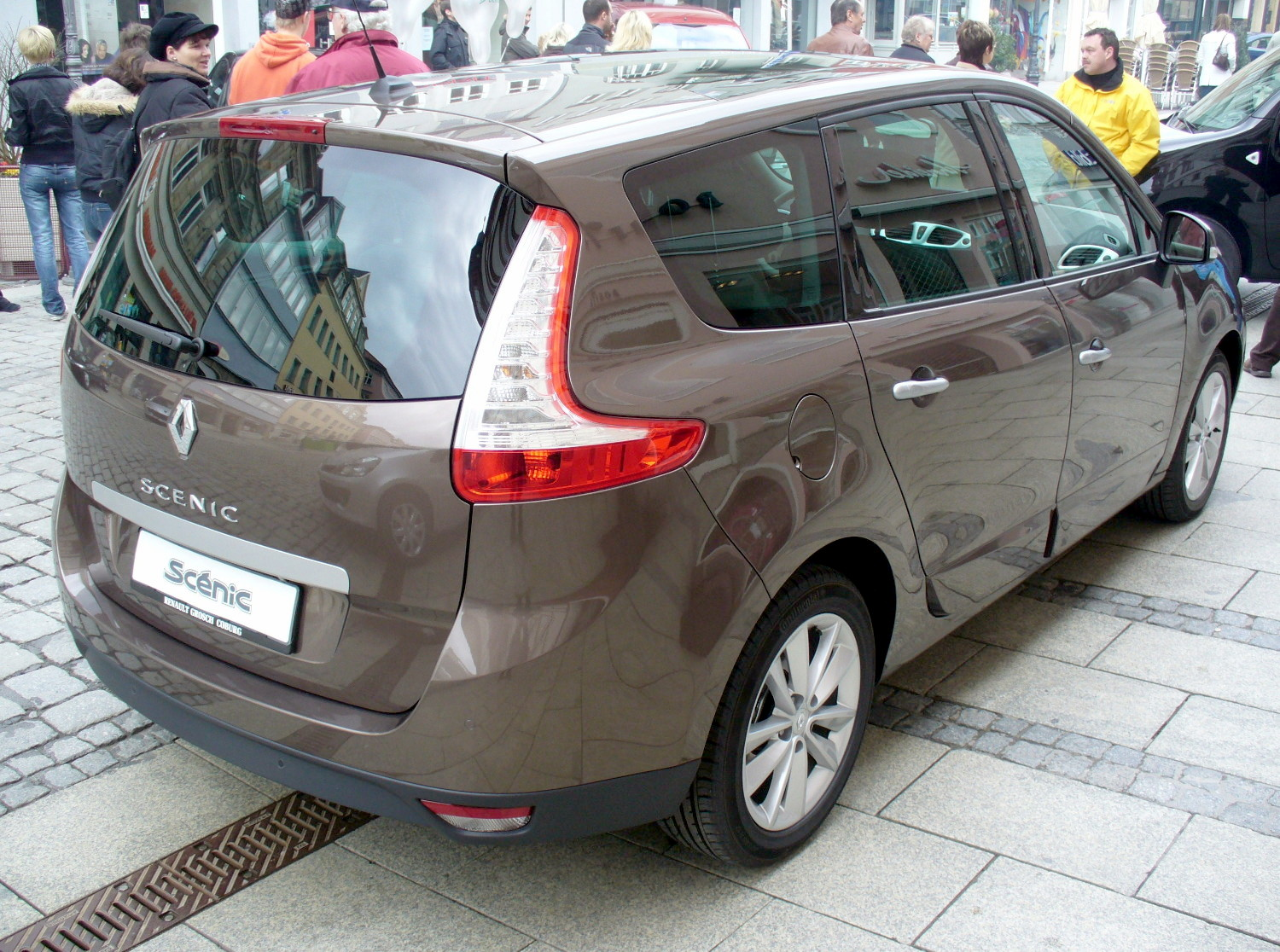
Модификация Grand Scenic с другими фарами

Новые Renault Scenic и Grand Scenic третьего поколения, представленные в марте 2009 года (модельный год заявлен как 2010) на Женевском автосалоне, построены на платформе Renault Megane третьего поколения. Продажи третьего поколения минивэна в Европе начались летом 2009 года.
Автомобиль унаследовал «традицию» использования дизайна нового Megane (его новое поколение было представлено годом ранее). Среди двигателей — 6 бензиновых и 7 дизельных. В салоне — совершенно иные детали, нежели в Megane. Здесь появилась новая передняя панель с центральным расположением приборов. В Scenic и Grand Scenic (как и всегда) – множество отделений для мелких предметов, общий объём которых достигает 92-х литров. Как заявляет Renault, их компакт-вэны – самые просторные в классе.
Модификация Grand Scenic кроме увеличенной колёсной базы получила изменённые задние фонари, чтобы как-то отличаться от обычной модификации, также он получил официальный пятиместный вариант.
В конце 2011 года Renault Scenic был модернизирован. В ходе обновления кардинально изменилось оформление передней части, появились новые двигатели семейства Energy, расширился список оборудования.
На Женевском автосалоне в 2013 году дебютировал очередной рестайлинговый вариант. Модели придали современный облик, в основном в передней части (новая решётка радиатора и большой логотип Renault). Была пересмотрена моторная гамма и дополнен список оборудования.
Вместе с обновленным Scenic на Женевском автосалоне в 2013 году в гамме появилась кроссоверная версия компакт-вэна под названием Renault Scenic XMOD. Автомобиль остался переднеприводным, но с увеличенным дорожным просветом, системой контроля тяги и "внедорожным" пластиковым декором. 
Также в XMOD доступна система Extended Grip, которая может менять настройки электронных помощников в зависимости от условий движения. В том числе и имитировать наличие межколесного дифференциала. Для изменения режима работы системы в автомобиле предусмотрен специальный переключатель.

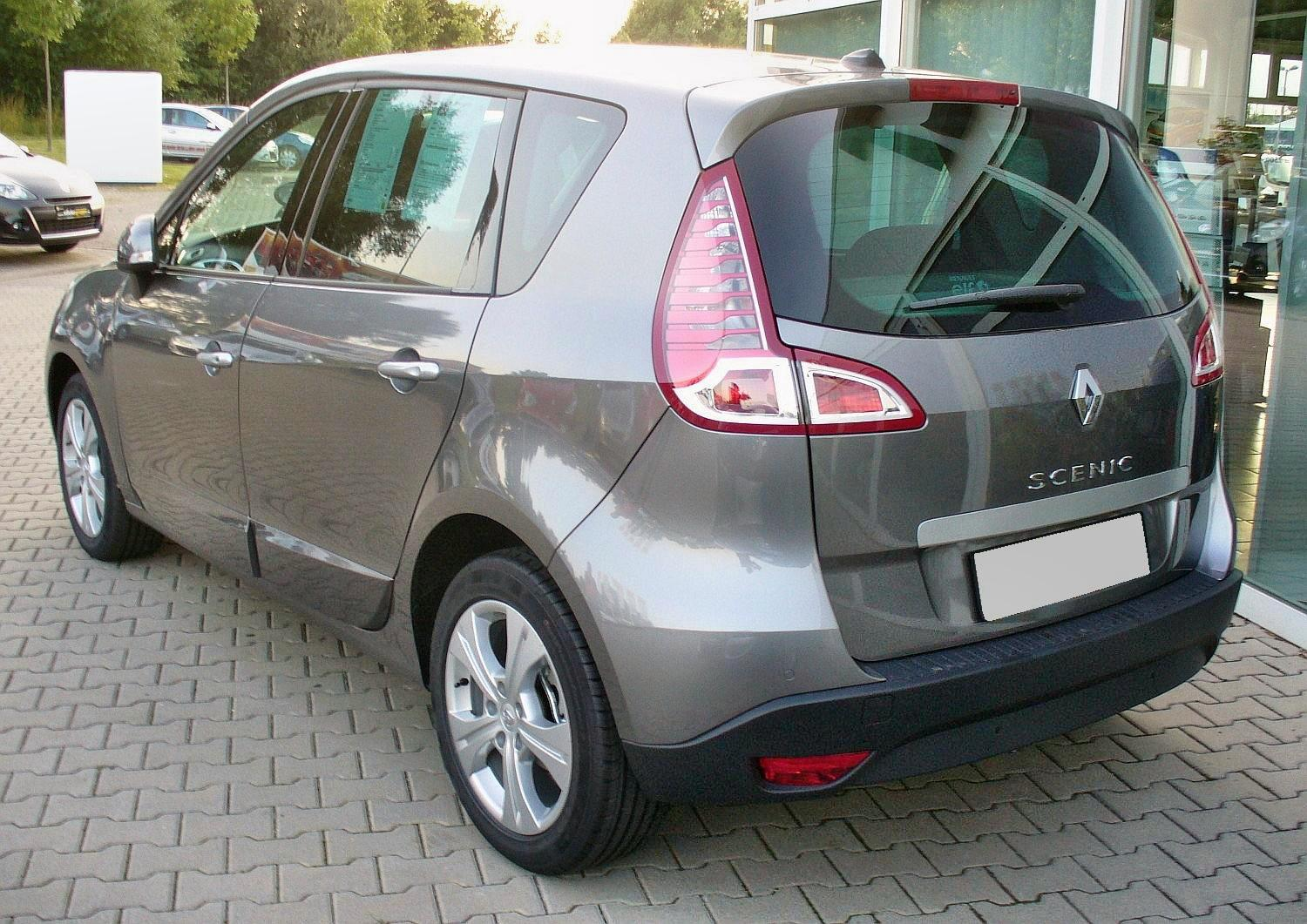
Scenic сзади
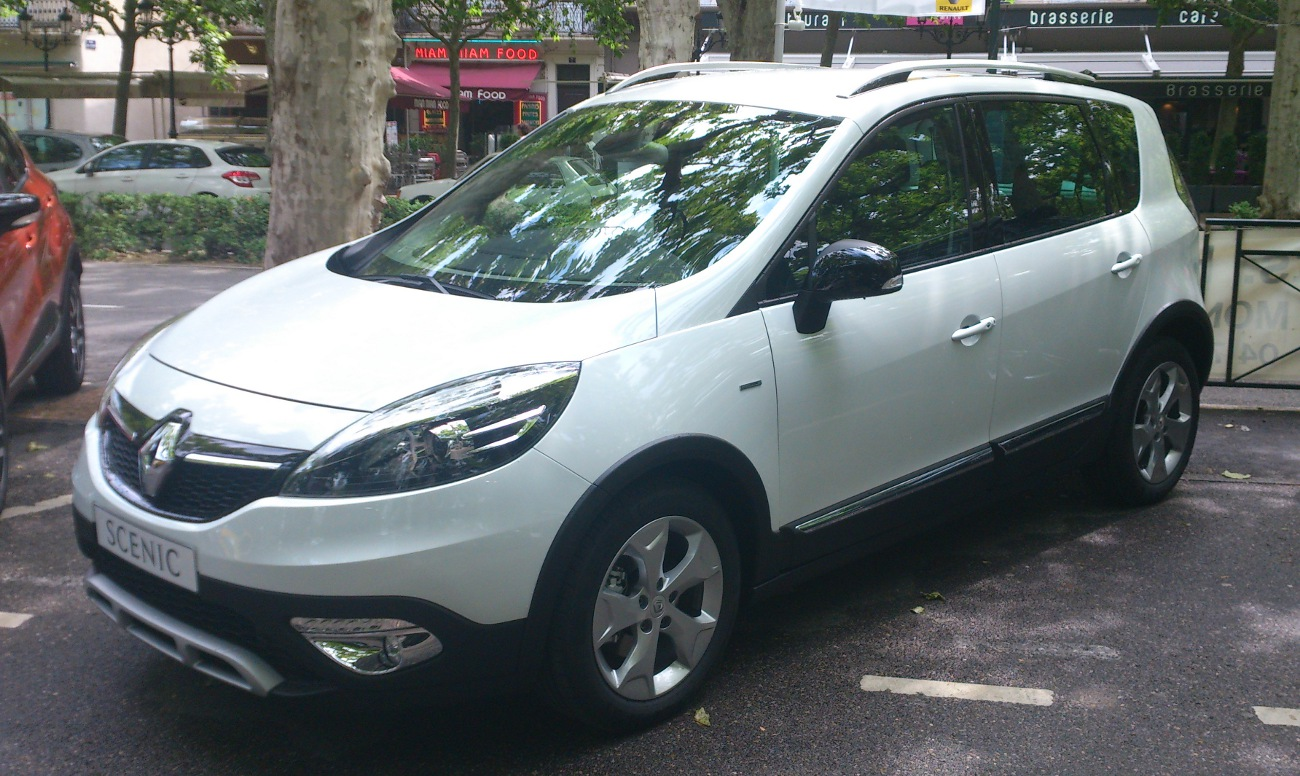
Scenic XMOD
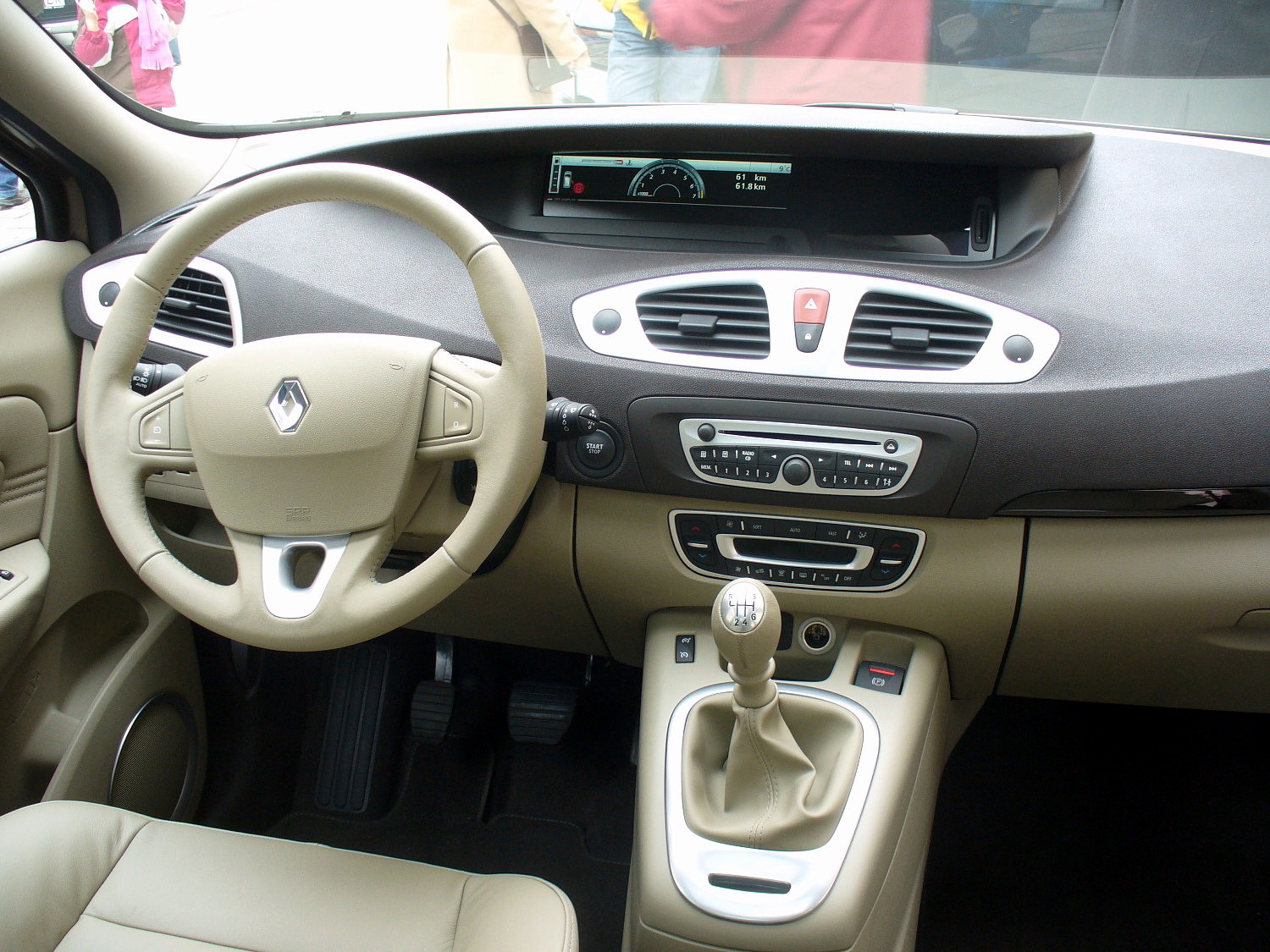
Интерьер
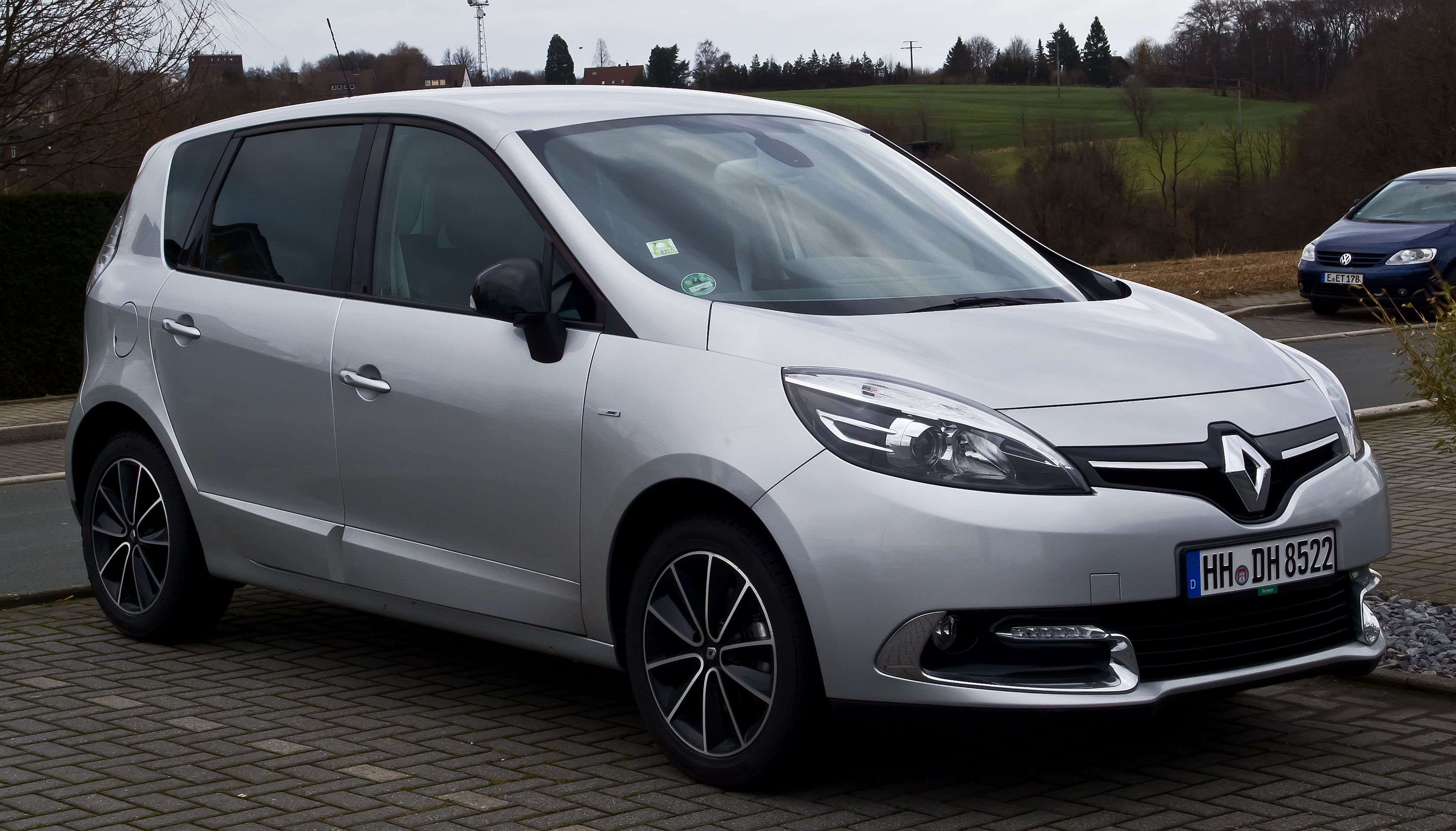
После рестайлинга 2013 года

## Scénic IV
На автосалоне в Женеве 2011 Renault представила концепт R-Space, послуживший прообразом для четвёртого поколения модели Scénic. Концепт оснащён 3-цилиндровым турбо-бензиновым двигателем мощностью 110 л.с. Выбросы CO2 составляют 95 г / км, а расход топлива 3,7 л / 100 KM5. Автомобиль на концепции R-Space немного больше своего предшественника и имеет некоторые элементы дизайна кроссовера.
На Автосалоне в Женеве 2016 была представлена серийная версия модели. Кузов Scénic IV стал больше похож на кузов внедорожника, чем на кузов минивэна. Это и объясняет его низкую защитную дверцу и двухцветную окраску с 20-дюймовыми колесными дисками (кстати они стандартные), установленными высокими и узкими шинами. У модели большое ветровое стекло и большие боковые зеркала. Благодаря этому улучшается обзорность автомобиля.
24 мая 2016 года Renault представила официальные фото семиместной модификации Grand Scenic..

## Scénic V (Scénic E-tech)
.

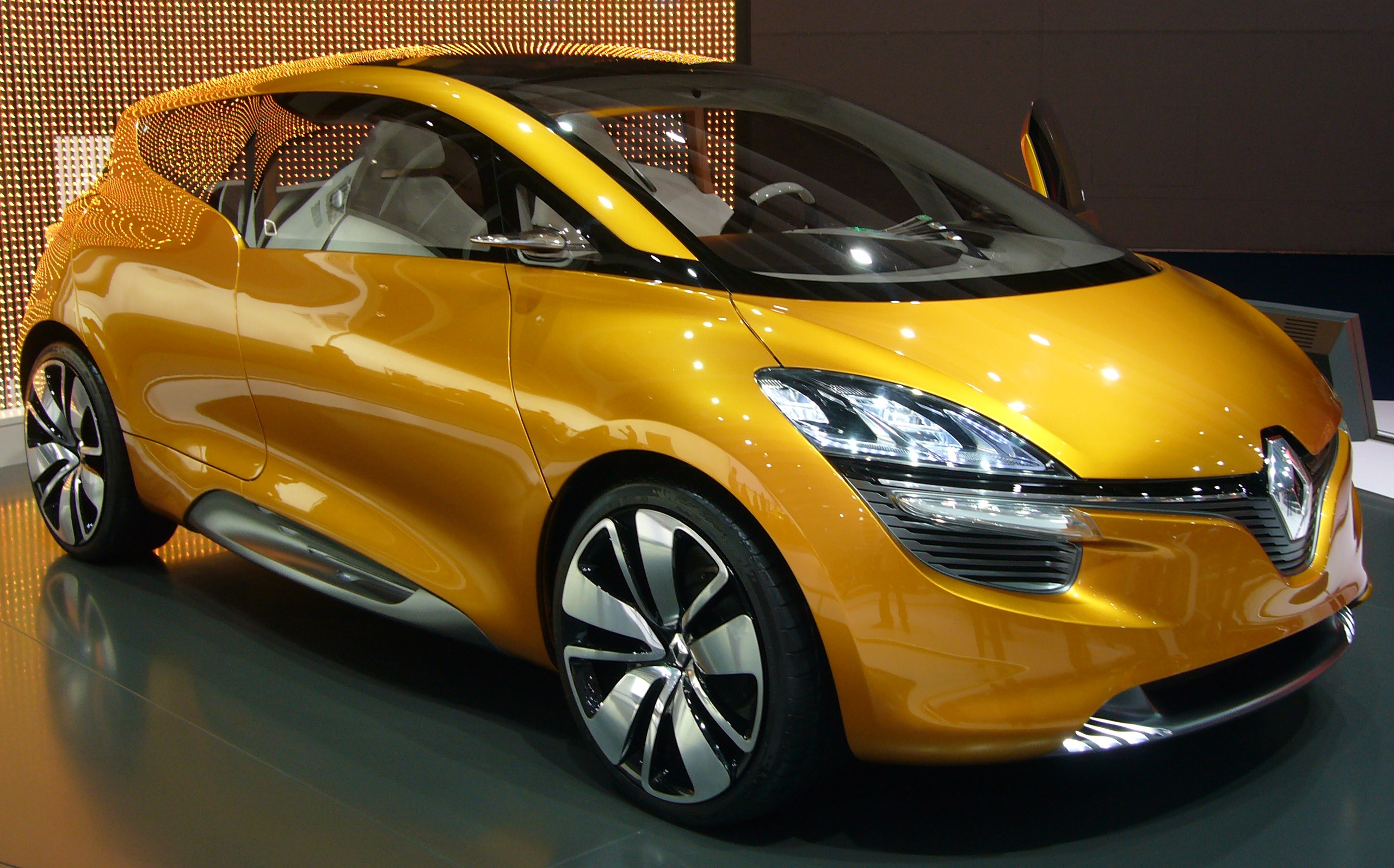
Renault R-Space -  прообраз Scénic IV
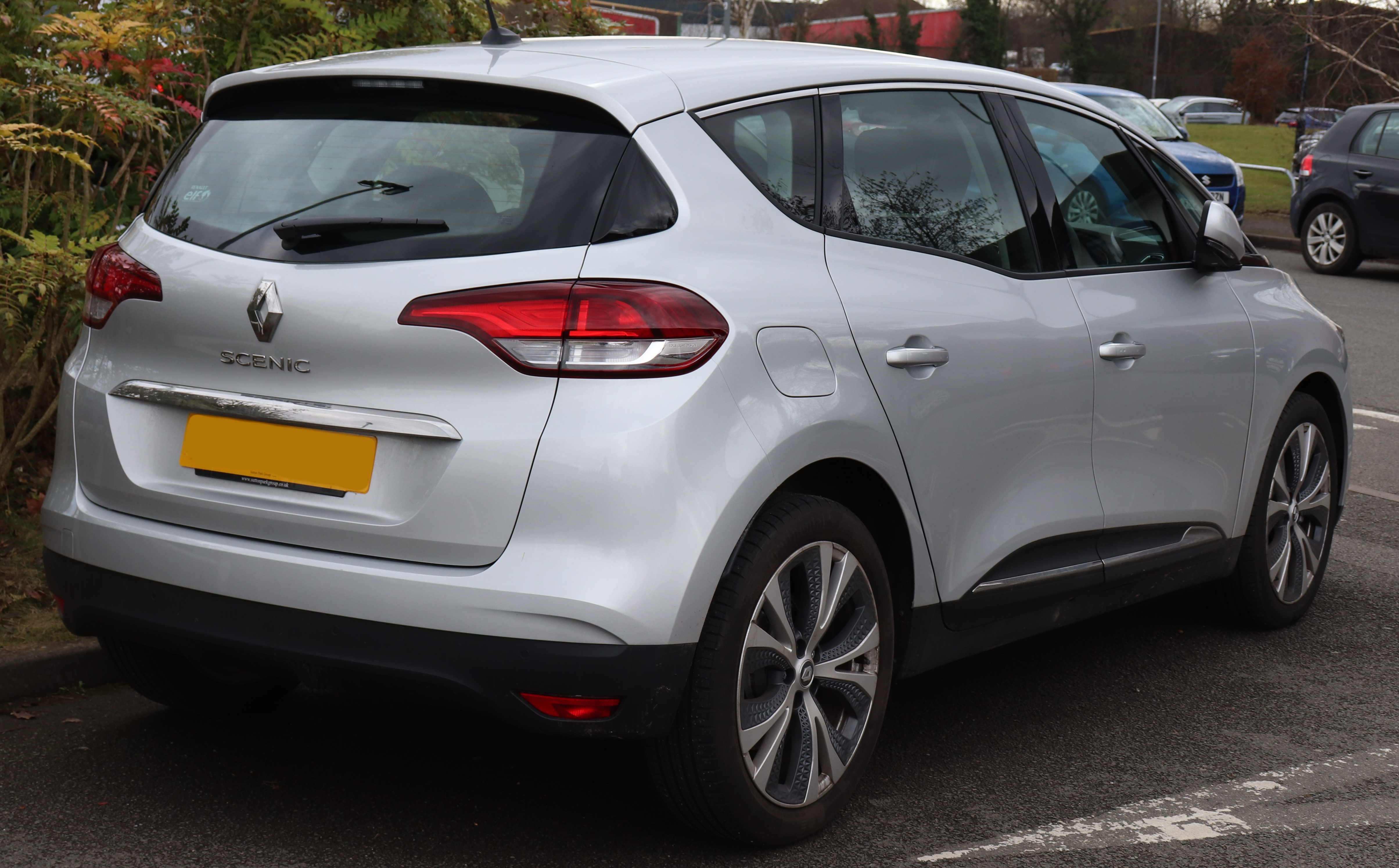
Scénic сзади
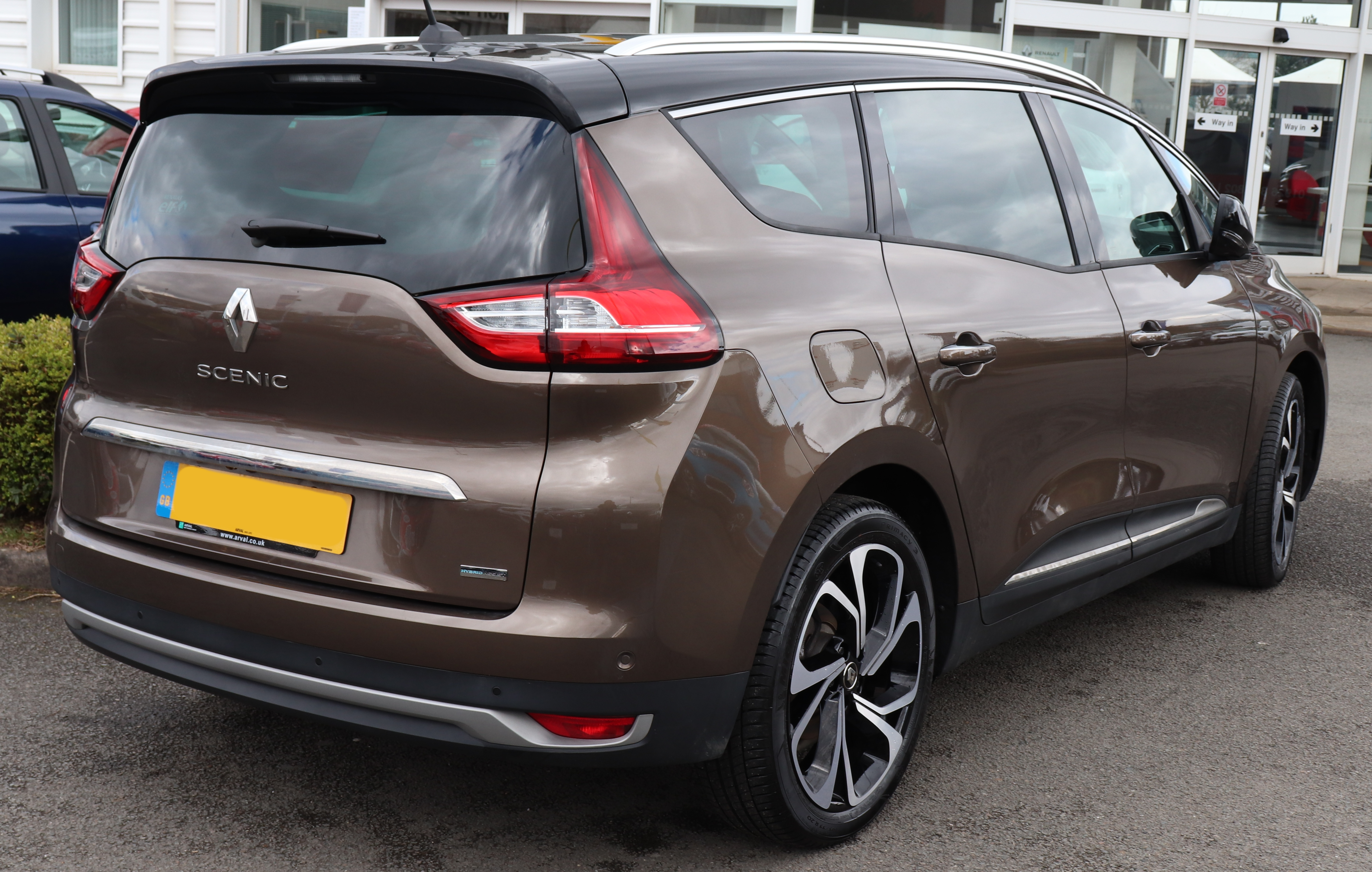
Grand Scenic

### Безопасность
Автомобиль прошёл тест Euro NCAP в 2016 году:
| Euro NCAP                                                  | Euro NCAP | Euro NCAP | Euro NCAP             |
| ---------------------------------------------------------- | --------- | --------- | --------------------- |
| · общий рейтинг                                            |           |           |                       |
| 90%                                                        | 82%       | 67%       | 59%                   |
| взрослый пассажир                                          | ребёнок   | пешеход   | активная безопасность |
| Протестированная модель: Renault Scenic 1.5DCi, LHD (2016) |           |           |                       |